# Skogslök
Skogslök (Allium scorodoprasum) är en flerårig växtart i familjen amaryllisväxter. Den är ätbar, men sällsynt odlad.
Skogslök kallas också kajplök. Kajpar ingår som ingrediens i den gotländska rätten kajpsoppa. På Öland odlades den tidigare flitigt på gårdarna och användes som smaksättning i öländska kroppkakor, samt åts kokt tillsammans med kål.